# آب (فیلم ۲۰۰۹)
آب (انگلیسی: The Water) فیلمی کوتاه به کارگردانی کوین درو است که در سال ۲۰۰۹ منتشر شد. از بازیگران آن می‌توان به کیلین مورفی اشاره کرد.